# 帛琉歷史
帛琉歷史相當悠久，經考古學家推測，當地歷史可以追溯到2500年前左右，當時帛琉的幾個小島上已經分別有著帛琉人和密克羅尼西亞人居住於此。帛琉從1543年被歐洲海權國家所統治，直到1994年才在美國的幫助下獨立。

## 原住民時期
根據碳測年顯示，曾有一群因島嶼侏儒化的俾格米人於3000甚至是4500年前至900年前居住於帛琉群島。（從西元前2500-1000年，至西元1100年前）

## 歐洲殖民時期
在18世纪前，帕劳和外界有很少的接触，主要是雅浦和爪哇。如果不是因为海难逃离到菲律宾的难民，欧洲人可能更晚才能发现帕劳。

### 地理大發現
早在1522年，帛琉就可能被歐洲人發現，當時麥哲倫所帶領的西班牙航海團橫越太平洋時，在第五個平行的北方附近看到兩個小島，並將其命名為「San Juan」，但當時麥哲倫並未下令登陸。

### 西班牙統治

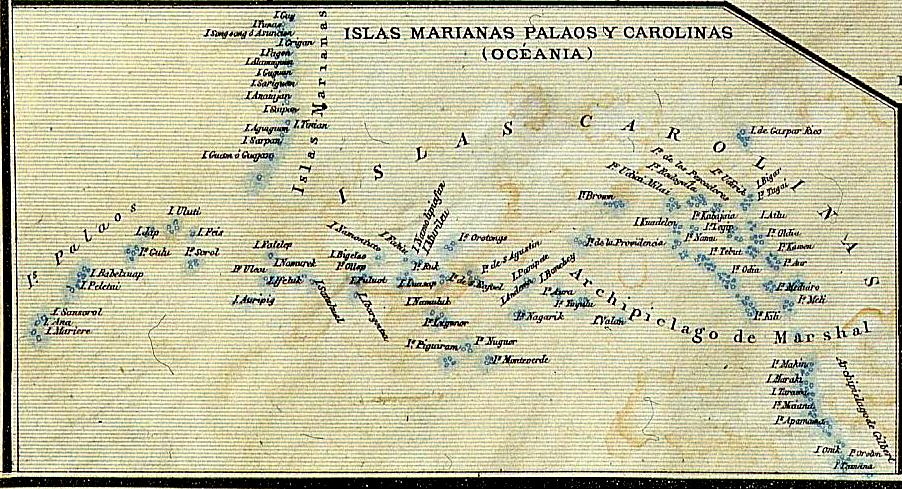
1888年的西屬東印度地圖，包含帛琉群島

19世纪后期，帛琉群岛被英国、西班牙和德国相继宣称拥有。1885年，此事被带到教皇利奥十三世作决定。教皇承认了西班牙的拥有权，但是需要对英国和德国进行补偿。帕劳连同马里亚纳群岛、马绍尔群岛和剩余的加洛林群岛称为西属东印度的一部分。

### 德國統治
1899年，國力衰退的西班牙根據《德西條約》將關島以外的西屬東印度以450萬美元賣給德意志帝國，帛琉成為德屬新幾內亞的一部分，逐漸開始發展經濟。德國在帛琉種植椰子和木薯等作物，在安加爾採集磷礦。產業大多由德國人獨占經營，貨幣經營仍然沒進入帛琉人的日常生活。帛琉和德國其他殖民地一樣在道路、排水系統和初等教育等方面幾乎沒有任何建設。西班牙時代和日本時代分別留下不少歷史遺跡，但是德國時代的歷史遺跡幾乎沒有。

## 日本委任統治

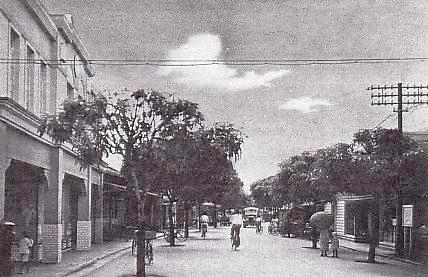
日本統治下的科羅爾

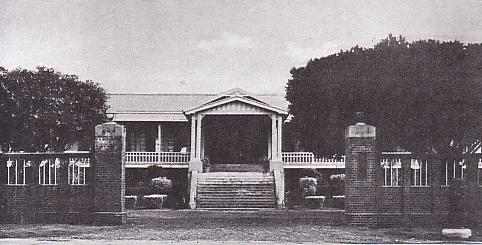
南洋廳廳舍

1914年，第一次世界大戰爆發，在英日同盟下的日本向德国宣战，並入侵位於太平洋的德國殖民地，日本海軍因此佔領帛琉。战后，國際聯盟委任日本以C类托管地管理帕劳。
日本將密克羅尼西亞等南洋諸島併入帝國領土之中，設立南洋廳並以科羅爾島作為其首府。1914至1922年為日本海軍軍政時期，1922年始為正式的南洋廳統治的民政時期，帛琉支廳為南洋廳的6個支廳中的其中一個。日本於南洋進行力道強烈的經濟發展，並鼓勵日本人、沖繩人、朝鮮人移入南洋，當地帛琉人因此成為少數族群。日本繼續了德國所開始的礦業，並開始了鰹魚罐頭與椰子核的生產。

## 獨立
第二次世界大戰後佔領帛琉的美國，於1947年同意託管作為太平洋群島託管地一部的帛琉。1960年代起，許多美國聯邦政府計畫延伸至帛琉中。